# Jerzy Paweł Czajkowski

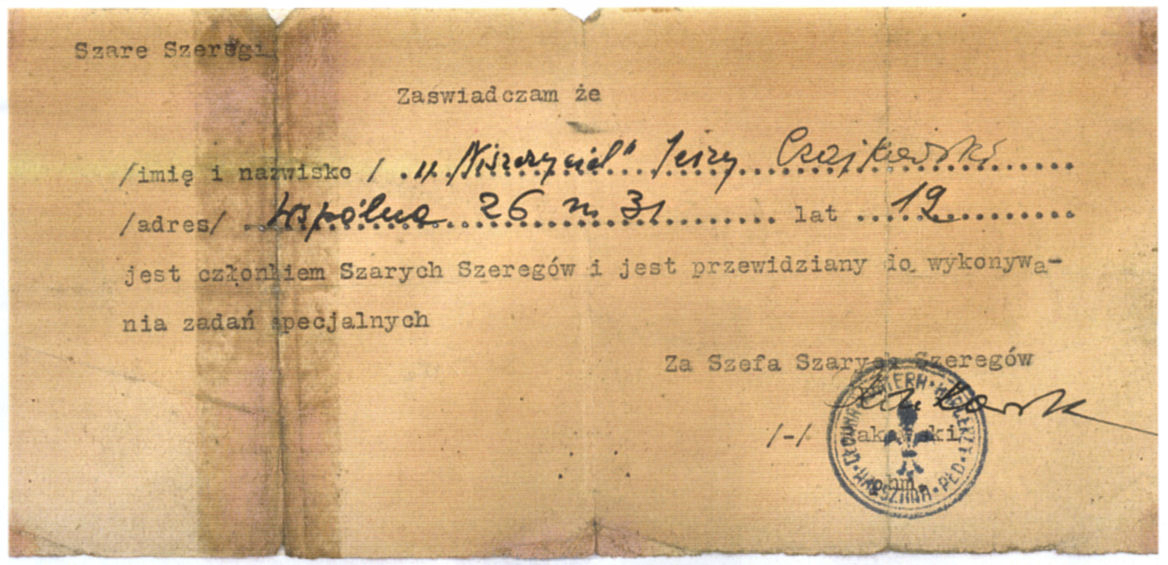
Unikatowa przepustka Jerzego Czajkowskiego ps. "Niszczyciel"

Jerzy Paweł Czajkowski (ur. 25 stycznia 1932 w Warszawie, zm. 26 grudnia 2020 tamże) – jeden z najmłodszych uczestników powstania warszawskiego 1944 roku, łącznik Szarych Szeregów i listonosz Harcerskiej Poczty Polowej, porucznik w stanie spoczynku, zawodnik sekcji motocyklowej KM „Okęcie” i KS „Budowlani” (później RKS „SKRA”), Rajdowy Mistrz Okręgu Warszawskiego z roku 1952 i wicemistrz z roku 1953.

## Życiorys
Urodził się w Warszawie, jako trzecie dziecko Wandy i Józefa Czajkowskich. Jego ojciec, żołnierz Armii Hallera i uczestnik wojny z bolszewikami 1920 roku, był warszawskim tapicerem.
Podczas wybuchu powstania warszawskiego w 1944 roku ma 12 lat. Zgłasza się do Szarych Szeregów, gdzie zostaje przyjęty. Przybiera pseudonim Niszczyciel i jako łącznik najmłodszego członu konspiracyjnych Szarych Szeregów tzw. Zawiszy, przewidziany do zadań specjalnych, przenosi meldunki i wiadomości. Bierze udział w organizowaniu Harcerskiej Poczty Polowej przy ul. Wilczej 41. Jako powstańczy listonosz działa w rejonie od ul. Chopina do Mokotowskiej i Kruczej (również ulice: Wilcza, Hoża, Wspólna, Nowogrodzka, Żurawia i Plac Trzech Krzyży).
Po zakończeniu powstania zostaje przez Niemców wysiedlony z Warszawy razem z pozostałą ludnością cywilną. Jako pamiątkę zabiera z sobą powstańczą przepustkę podpisaną przez Wierusza-Kowalskiego pseudonim „Rakowski” oraz zawiszacką opaskę. Oba eksponaty można obejrzeć dziś w Muzeum Powstania Warszawskiego. W roku 1945 powrócił do Warszawy, gdzie rozpoczął działalność w klubie motorowym K.M. „Okęcie”, później RKS „Skra” (KS „Budowlani”). W roku 1951 zdobył licencję rajdową „R” nr 81. Startował w wielu rajdach motocyklowych na terenie całej Polski. W roku 1952, na motocyklu SHL 125 cm³, zdobył tytuł Rajdowego Mistrza Okręgu Warszawskiego, a rok później został wicemistrzem. Jego karierę sportową przerwało powołanie do służby wojskowej.
Po upadku komunizmu, ujawnił swoją przynależność do Szarych Szeregów i udział w powstaniu warszawskim. Jest członkiem Komisji Rewizyjnej Stowarzyszenia Szarych Szeregów (Okr. Warszawa).

## Odznaczenia
- Złoty Krzyż Zasługi
- Krzyż Armii Krajowej
- Warszawski Krzyż Powstańczy
- Krzyż Partyzancki
- Medal za Warszawę 1939–1945
- Złoty Medal „Za Zasługi dla Obronności Kraju”
- Złoty Medal „Siły Zbrojne w Służbie Ojczyzny”
- Srebrny Krzyż „Za Zasługi dla ZHP” z Rozetą z Mieczami
- Medal „Pro Memoria”